# Aulacaspis rosae
Aulacaspis rosae is een schildluis uit de familie van de Diaspididae. De wetenschappelijke naam van de soort werd voor het eerst geldig gepubliceerd in 1833 door Bouché als Aspidiotus rosae.